# Web Processing Service
Der Web Processing Service (WPS) ist ein Mechanismus, um über das Internet eine räumliche Analyse von Geodaten durchzuführen. 2007 wurde vom Open Geospatial Consortium (OGC) die Version 1.0.0 des WPS-Standards definiert. Er legt fest, in welcher Weise ein Client mit einem Geodienst bei der Ausführung einer geographischen Analyse interagiert. Er erhält dadurch Zugriff auf vordefinierte Rechenvorschriften oder -modelle, die samt den benötigten Geodaten auf einem Server liegen. 
Beispiele für durch WPS bereitgestellte Prozesse sind von Geoinformationssystemen (GIS) bekannte Funktionen, wie Pufferbildung oder Verschneidungen. Ein WPS kann sowohl Vektor- als auch Rasterdaten verarbeiten.
Die WPS-Spezifikation definiert drei verpflichtende Operationen bzw. Requests (wobei die Client-Server-Kommunikation auf Grundlage von XML erfolgen soll):
GetCapabilities
liefert dem Client eine grundlegende Beschreibung (Metadaten) des oder der verfügbaren Prozess(e) auf dem Server
DescribeProcess
liefert eine detaillierte Prozessbeschreibung (wie Datenin- und -output-Parameter mit den zulässigen Datenformaten)
Execute
bewirkt den Anstoß des Prozesses sowie die Rückgabe des Ergebnisses
Damit bestehen Ähnlichkeiten zu anderen Schnittstellen-Spezifikationen des OGC, wie Web Map Service (WMS) oder Web Feature Service (WFS).